# Balsfjord
Balsfjord est une kommune de Norvège. Elle est située dans le comté de Troms.

## Généralités
Balsfjord (same : Báhccavuona gielda, finnois : Paatsivuono) se situe dans la région du Troms, au nord de Tromsø, à l'est se trouve Storfjord, au sud Målselv, et à l'ouest, au-delà des fjords Lenvik.

## Localités
- Aursfjord (69° 16′ 13″ N, 18° 43′ 05″ E)
- Aursfjordgård (69° 18′ 12″ N, 18° 39′ 14″ E)
- Hamnvåg (69° 19′ 19″ N, 18° 46′ 41″ E)
- Kantornes (69° 22′ 38″ N, 19° 17′ 11″ E)
- Labukta (69° 27′ 06″ N, 18° 59′ 13″ E)
- Laksvatn (69° 22′ 33″ N, 19° 22′ 25″ E)
- Malangseidet (69° 23′ 19″ N, 18° 59′ 01″ E)
- Mestervik (69° 19′ 40″ N, 18° 55′ 28″ E)
- Middagsbukta (69° 20′ 38″ N, 19° 07′ 09″ E)
- Mortenshals (69° 24′ 00″ N, 18° 35′ 45″ E)
- Nordbynes (69° 19′ 55″ N, 18° 49′ 15″ E)
- Nordfjordbotn (69° 17′ 14″ N, 19° 00′ 20″ E)
- Nordkjosbotn / Gárgán (69° 13′ 02″ N, 19° 33′ 29″ E)
- Øvergård / Johkamohkki (69° 11′ 49″ N, 19° 45′ 02″ E)

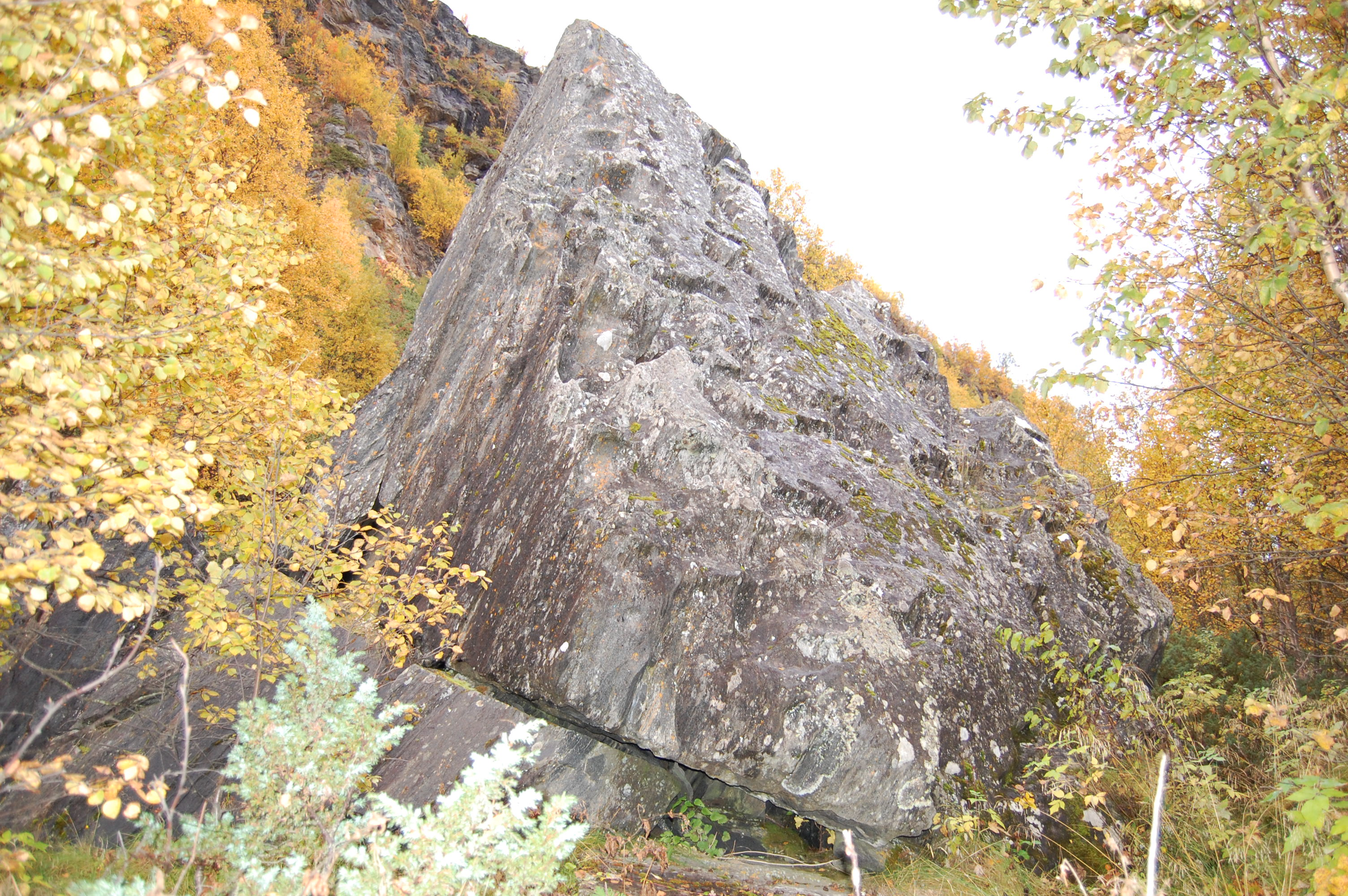
Le siedi de Stabben à Balsfjord, en Norvège.

- Sætermoen (69° 15′ 42″ N, 18° 11′ 53″ E)
- Sand (69° 23′ 28″ N, 18° 36′ 30″ E)
- Sandøyra (69° 20′ 36″ N, 19° 15′ 59″ E)
- Seljelvnes (69° 16′ 05″ N, 19° 24′ 48″ E)
- Sletta (69° 20′ 37″ N, 19° 10′ 14″ E)
- Slettmo (69° 19′ 01″ N, 19° 25′ 02″ E)
- Storbukta (69° 25′ 51″ N, 19° 03′ 26″ E)
- Storneset (69° 27′ 47″ N, 18° 58′ 17″ E)
- Storsteinnes (69° 14′ 26″ N, 19° 14′ 03″ E)
- Strupen (69° 09′ 25″ N, 19° 10′ 40″ E)
- Svartnes (69° 22′ 32″ N, 19° 07′ 07″ E).

## Administratif
- Centre administratif : Storsteinnes
- Maire : Gunda Johansen (élue en 2003), parti : AP
- Statut linguistique de Balsfjord Bokmål

## Personnalités
- Otto Bastiansen (1918-1995), physicien et chimiste norvégien, recteur de l'Université d'Oslo, né à Balsfjord.
- Nils Johnsen (1838-1913), navigateur, né à Balsfjord.